# Cabinet Brandt I
Pour les articles homonymes, voir Cabinet Brandt.
 (janvier 2023).
Si vous disposez d'ouvrages ou d'articles de référence ou si vous connaissez des sites web de qualité traitant du thème abordé ici, merci de compléter l'article en donnant les références utiles à sa vérifiabilité et en les liant à la section « Notes et références ».
RFA
Kiesinger Brandt II
Le cabinet Brandt I (en allemand : Kabinett Brandt I) est le gouvernement fédéral de la République fédérale d'Allemagne entre le 22 octobre 1969 et le 15 décembre 1972, durant la sixième législature du Bundestag.

## Historique du mandat
Dirigé par le nouveau chancelier fédéral social-démocrate Willy Brandt, précédemment vice-chancelier et ministre fédéral des Affaires étrangères, ce gouvernement est constitué et soutenu par une « coalition sociale-libérale » entre le Parti social-démocrate d'Allemagne (SPD) et le Parti libéral-démocrate (FDP). Ensemble, ils disposent de 254 députés sur 496, soit 51,2 % des sièges du Bundestag.
Il est formé à la suite des élections législatives fédérales du 28 septembre 1969.
Il succède donc au cabinet du chrétien-démocrate Kurt Georg Kiesinger, constitué et soutenu par une « grande coalition » entre le SPD, l'Union chrétienne-démocrate d'Allemagne (CDU) et l'Union chrétienne-sociale en Bavière (CSU).

### Formation
Lors du scrutin, les chrétiens-démocrates restent la première force politique allemande mais échouent à sept sièges de la majorité absolue. Les gains substantiels qu'enregistrent les sociaux-démocrates après leur première participation au gouvernement fédéral sont eux compensés par les pertes des libéraux-démocrates. Les deux formations, qui s'étaient déjà alliées pour l'élection présidentielle du 5 mars précédent afin de faire élire Gustav Heinemann, entreprennent alors des négociations en vue de constituer la première « coalition sociale-libérale » au niveau fédéral.
Le 21 octobre, le président Heinemann propose Willy Brandt au vote d'investiture. Il l'emporte par 251 voix pour et 245 contre, soit deux suffrages de plus que la majorité constitutionnelle requise.
Il présente son premier cabinet fédéral dès le lendemain, qui comprend quinze ministres fédéraux, ce qui en fait l'exécutif le plus restreint depuis le cabinet Adenauer I. Le ministère fédéral des Expulsés et le ministère fédéral du Trésor sont supprimés, le ministère fédéral des Transports fusionne avec le ministère fédéral des Postes, le ministère fédéral de la Famille est réuni au ministère fédéral de la Santé. Pour la première fois depuis 1949, la moyenne d'âge du gouvernement fédéral est inférieure à cinquante ans.

### Succession
Au cours de la législature, cinq députés de la coalition au pouvoir rejoignent la CDU/CSU, ce qui réduit à deux sièges seulement la majorité parlementaire de Brandt. Certains de compter sur deux voix de députés fédéraux du FDP, le président de la CDU Rainer Barzel dépose le 25 avril 1972 la première motion de censure constructive de l'histoire fédérale. Lors du vote le 27 avril, elle est rejetée par 249 voix contre et 247 pour, deux parlementaires corrompus par la police secrète est-allemande ayant fait défaut.
Prenant acte de la perte de sa majorité, Brandt pose le 22 septembre suivant la question de confiance et organise son propre échec avec 263 contre et 233 pour. En application de la Loi fondamentale, il peut demander au président fédéral la dissolution du Bundestag, une première depuis 1949.
Lors des élections législatives fédérales anticipées du 19 novembre 1972, les sociaux-démocrates parviennent à surpasser les chrétiens-démocrates et s'imposent comme la première force politique allemande. De même, les libéraux-démocrates repartent à la hausse et stoppent un cycle de déclin ouvert en 1965. En conséquence, la coalition sociale-libérale est reconduite et constitue le cabinet Brandt II.

## Composition

### Initiale (22 octobre 1969)
- Les nouveaux ministres sont indiqués en gras, ceux ayant changé d'attribution en italique.

| Fonction                                                                           | Nom | Nom                                             | Parti |
| ---------------------------------------------------------------------------------- | --- | ----------------------------------------------- | ----- |
| Chancelier fédéral                                                                 |     | Willy Brandt                                    | SPD   |
| Vice-chancelier Ministre fédéral des Affaires étrangères                           |     | Walter Scheel                                   | FDP   |
| Ministre fédéral de l'Intérieur                                                    |     | Hans-Dietrich Genscher                          | FDP   |
| Ministre fédéral de la Justice                                                     |     | Gerhard Jahn                                    | SPD   |
| Ministre fédéral des Finances                                                      |     | Alex Möller (jusqu’au 13/05/1971) Karl Schiller | SPD   |
| Ministre fédéral de l'Économie                                                     |     | Karl Schiller                                   | SPD   |
| Ministre fédéral de l'Alimentation, de l'Agriculture et des Forêts                 |     | Josef Ertl                                      | FDP   |
| Ministre fédéral du Travail et de l'Ordre social                                   |     | Walter Arendt                                   | SPD   |
| Ministre fédéral de la Défense                                                     |     | Helmut Schmidt                                  | SPD   |
| Ministre fédéral de la Jeunesse, de Famille et de la Santé                         |     | Käte Strobel                                    | SPD   |
| Ministre fédéral des Transports, des Postes et des Télécommunications              |     | Georg Leber                                     | SPD   |
| Ministre fédéral de l'Urbanisme et du Logement                                     |     | Lauritz Lauritzen                               | SPD   |
| Ministre fédéral des Relations intra-allemandes                                    |     | Egon Franke                                     | SPD   |
| Ministre fédéral de l'Éducation et de la Science                                   |     | Hans Leussink (jusqu’au 15/03/1971)             | Sans  |
| Ministre fédéral de l'Éducation et de la Science                                   |     | Klaus von Dohnanyi                              | SPD   |
| Ministre fédéral de la Coopération économique                                      |     | Erhard Eppler                                   | SPD   |
| Ministre fédéral avec attributions spéciales Directeur de la chancellerie fédérale |     | Horst Ehmke                                     | SPD   |

### Remaniement du 7 juillet 1972
- Les nouveaux ministres sont indiqués en gras, ceux ayant changé d'attributions en italique.

| Fonction | Nom | Nom                    | Parti |
| --- | --- | ---------------------- | ----- |
| Chancelier fédéral                                                                                                   |     | Willy Brandt           | SPD   |
| Vice-chancelier Ministre fédéral des Affaires étrangères                                                             |     | Walter Scheel          | FDP   |
| Ministre fédéral de l'Intérieur                                                                                      |     | Hans-Dietrich Genscher | FDP   |
| Ministre fédéral de la Justice                                                                                       |     | Gerhard Jahn           | SPD   |
| Ministre fédéral des Finances Ministre fédéral de l'Économie                                                         |     | Helmut Schmidt         | SPD   |
| Ministre fédéral de l'Alimentation, de l'Agriculture et des Forêts                                                   |     | Josef Ertl             | FDP   |
| Ministre fédéral du Travail et de l'Ordre social                                                                     |     | Walter Arendt          | SPD   |
| Ministre fédéral de la Défense                                                                                       |     | Georg Leber            | SPD   |
| Ministre fédéral de la Jeunesse, de Famille et de la Santé                                                           |     | Käte Strobel           | SPD   |
| Ministre fédéral des Transports, des Postes et des Télécommunications Ministre fédéral de l'Urbanisme et du Logement |     | Lauritz Lauritzen      | SPD   |
| Ministre fédéral des Relations intra-allemandes                                                                      |     | Egon Franke            | SPD   |
| Ministre fédéral de l'Éducation et de la Science                                                                     |     | Klaus von Dohnanyi     | SPD   |
| Ministre fédéral de la Coopération économique                                                                        |     | Erhard Eppler          | SPD   |
| Ministre fédéral avec attributions spéciales Directeur de la chancellerie fédérale                                   |     | Horst Ehmke            | SPD   |